# Кольдреріо
Кольдреріо (італ. Coldrerio) — громада  в Швейцарії в кантоні Тічино, округ Мендрізіо.

## Географія
Громада розташована на відстані близько 170 км на південний схід від Берна, 39 км на південь від Беллінцони.
Кольдреріо має площу 2,5 км², з яких на 43,1% дозволяється будівництво (житлове та будівництво доріг), 42,3% використовуються в сільськогосподарських цілях, 14,5% зайнято лісами, 0% не є продуктивними (річки, льодовики або гори).

## Демографія
2019 року в громаді мешкало 2903 особи (+8,3% порівняно з 2010 роком), іноземців було 20,3%. Густота населення становила 1180 осіб/км².
За віковим діапазоном населення розподілялося таким чином: 15,8% — особи молодші 20 років, 58,8% — особи у віці 20—64 років, 25,4% — особи у віці 65 років та старші. Було 1312 помешкань (у середньому 2,2 особи в помешканні).
Із загальної кількості 942 працюючих 20 було зайнятих в первинному секторі, 118 — в обробній промисловості, 804 — в галузі послуг.